# Zemský okres Rýn-Hunsrück
Zemský okres Rýn-Hunsrück (německy Landkreis Rhein-Hunsrück-Kreis) je zemský okres v německé spolkové zemi Porýní-Falc. Okresním městem je Simmern/Hunsrück.

## Historie
Vznikl v roce 1969 sloučením okresů St. Goar a Simmern. V roce 2014 byl rozšířen o města Lahr, Mörsdorf a Zilshausen, které byly předtím součástí okresu Cochem-Zell.

## Vývoj počtu obyvatel
| Rok  | Počet obyvatel | Zdroj |
| ---- | -------------- | ----- |
| 1970 | 87.500         | [ 1 ] |
| 1980 | 90.300         | [ 2 ] |
| 1990 | 92.900         | [ 3 ] |
| 2000 | 105.400        | [ 4 ] |
| 2010 | 102.145        |       |
| 2016 | 103.026        |       |

## Politika

### Zemští radové
- 1969–1980: Albert Reinhard (bezpartijní)
- 1980–1988: Armin Jäger (CDU)
- 1989–2015: Bertram Fleck (CDU)
- od roku 2015: Marlon Bröhr (CDU)

## Města a obce
Města:
1. Boppard
2. Emmelshausen
3. Kastellaun
4. Kirchberg
5. Oberwesel
6. Rheinböllen
7. Sankt Goar
8. Simmern

Obce:
1. Alterkülz
2. Altweidelbach
3. Argenthal
4. Badenhard
5. Bärenbach
6. Belg
7. Belgweiler
8. Bell
9. Beltheim
10. Benzweiler
11. Bergenhausen
12. Beulich
13. Bickenbach
14. Biebern
15. Birkheim
16. Braunshorn
17. Bubach
18. Buch
19. Büchenbeuren
20. Budenbach
21. Damscheid
22. Dichtelbach
23. Dickenschied
24. Dill
25. Dillendorf
26. Dommershausen
27. Dörth
28. Ellern
29. Erbach
30. Fronhofen
31. Gehlweiler
32. Gemünden
33. Gödenroth
34. Gondershausen
35. Hahn
36. Halsenbach
37. Hasselbach
38. Hausbay
39. Hecken
40. Heinzenbach
41. Henau
42. Hirschfeld
43. Hollnich
44. Holzbach
45. Horn
46. Hungenroth
47. Kappel
48. Karbach
49. Keidelheim
50. Kisselbach
51. Klosterkumbd
52. Kludenbach
53. Korweiler
54. Kratzenburg
55. Külz
56. Kümbdchen
57. Lahr
58. Laubach
59. Laudert
60. Laufersweiler
61. Lautzenhausen
62. Leiningen
63. Liebshausen
64. Lindenschied
65. Lingerhahn
66. Maisborn
67. Maitzborn
68. Mastershausen
69. Mengerschied
70. Mermuth
71. Metzenhausen
72. Michelbach
73. Mörschbach
74. Mörsdorf
75. Morshausen
76. Mühlpfad
77. Mutterschied
78. Nannhausen
79. Neuerkirch
80. Ney
81. Nieder Kostenz
82. Niederburg
83. Niederkumbd
84. Niedersohren
85. Niedert
86. Niederweiler
87. Norath
88. Ober Kostenz
89. Ohlweiler
90. Oppertshausen
91. Perscheid
92. Pfalzfeld
93. Pleizenhausen
94. Ravengiersburg
95. Raversbeuren
96. Rayerschied
97. Reckershausen
98. Reich
99. Riegenroth
100. Riesweiler
101. Rödelhausen
102. Rödern
103. Rohrbach
104. Roth
105. Sargenroth
106. Schlierschied
107. Schnorbach
108. Schönborn
109. Schwall
110. Schwarzen
111. Sohren
112. Sohrschied
113. Spesenroth
114. Steinbach
115. Thörlingen
116. Tiefenbach
117. Todenroth
118. Uhler
119. Unzenberg
120. Urbar
121. Utzenhain
122. Wahlbach
123. Wahlenau
124. Wiebelsheim
125. Womrath
126. Woppenroth
127. Würrich
128. Wüschheim
129. Zilshausen